# Kyle Murphy
Pour les articles homonymes, voir Murphy.
Kyle Murphy, né le 5 octobre 1991, est un coureur cycliste américain, membre de l'équipe Rally.

## Biographie
Kyle Murphy grandit à Portland, dans l'État de l'Oregon. Il commence à pratiquer le cyclisme par loisir, avec un vélo à pignon fixe, en participant à plusieurs courses urbaines non officielles dans les ruelles de Portland, en compagnie de son frère aîné Evan,. Il a obtenu un diplôme universitaire en design de meubles.
Après un déménagement à New York, il participe à ses premières courses sur route en 2011 avec le Century Road Club of America, qui organise plusieurs courses autour de Central Park. Toujours compétitif en pignon fixe, il participe dans cette spécialité à l'édition 2012 du Red Hook Crit. Néanmoins, ses ambitions commencent à se cantonner principalement à la route. En 2014, il finance un voyage pour participer à la Cascade Classic, inscrite au calendrier national américain.
En 2015, il rejoint la nouvelle équipe continentale Lupus Racing, sur demande de son frère Evan, lui aussi coureur cycliste. Au mois de mai, il se fait remarquer en prenant la huitième place du championnat des États-Unis, pour sa première participation. Après cette performance, il devient stagiaire chez Caja Rural-Seguros RGA à partir du mois d'aout. Avec elle, il participe au Tour du Colorado, où il se classe troisième du classement des grimpeurs, grâce à plusieurs échappées.
Après une saison passée dans l'équipe Jamis, Kyle Murphy est engagé en 2017 par la formation Cylance. Au niveau national, il remporte l'étape inaugurale et termine quatrième de la San Dimas Stage Race. Sur des épreuves plus relevées, il se distingue en terminant cinquième de la Joe Martin Stage Race, sixième du championnat des États-Unis et dixième du Tour of the Gila, en démontrant de bonnes qualités à la fois en montagne et en contre-la-montre. Durant l'été, il termine seizième du Tour de l'Utah, après s'être notamment classé 5e et 6e d'étapes.
En 2018, il rejoint la formation Rally, qui obtient le statut d'équipe continentale professionnelle. En février, il court en Europe avec sa formation. Il connaît des débuts difficiles, terminant hors-délais du Tour de Murcie, 74e de la Clásica de Almería et 115e du Tour d'Andalousie. En France, il prend le départ de la Classic de l'Ardèche et de la Drôme Classic, abandonnant sur les deux épreuves. Il se distingue sur le calendrier américain, 3e du Tour of the Gila en avril, remporté par son coéquipier Rob Britton, et auteur de deux tops 10 (7e et 3e d'étape) sur le Tour de l'Utah en août.
Pour son premier jour de course en 2021, il est disqualifié du Grand Prix Miguel Indurain pour avoir perdu un gel en dehors des zones de déchet prévues par l'organisateur.

## Palmarès
- 2017
  - 1re étape de la San Dimas Stage Race
- 2018
  - 3e du Tour of the Gila
- 2019
  - 10e du Tour de Turquie
- 2020
  - 2e de la Classique d'Ordizia
- 2021
  - 2e et 8e étapes  du Tour du Portugal
  - 3e du championnat des États-Unis sur route
- 2022
  -  Champion des États-Unis sur route
- 2023
  - 3e de la Joe Martin Stage Race

## Classements mondiaux
| Année            | 2015 | 2016 | 2017 | 2018 |
| ---------------- | ---- | ---- | ---- | ---- |
| UCI America Tour | 414e | 404e | 184e | 138e |